# Кульєредо
Кульєредо (гал. Culleredo, ісп. Culleredo) — муніципалітет в Іспанії, у складі автономної спільноти Галісія, у провінції Ла-Корунья. Населення — 28 227 осіб (2009).
Муніципалітет розташований на відстані близько 503 км на північний захід від Мадрида, 8 км на південь від Ла-Коруньї.
Муніципалітет складається з таких паррокій: Альмейрас, Бурго, Кастело, Селас, Кульєредо, Ледоньйо, Орро, Рутіс, Сесамо, Суейро, Вейга.

## Демографія
Динаміка населення (INE ):

## Галерея зображень

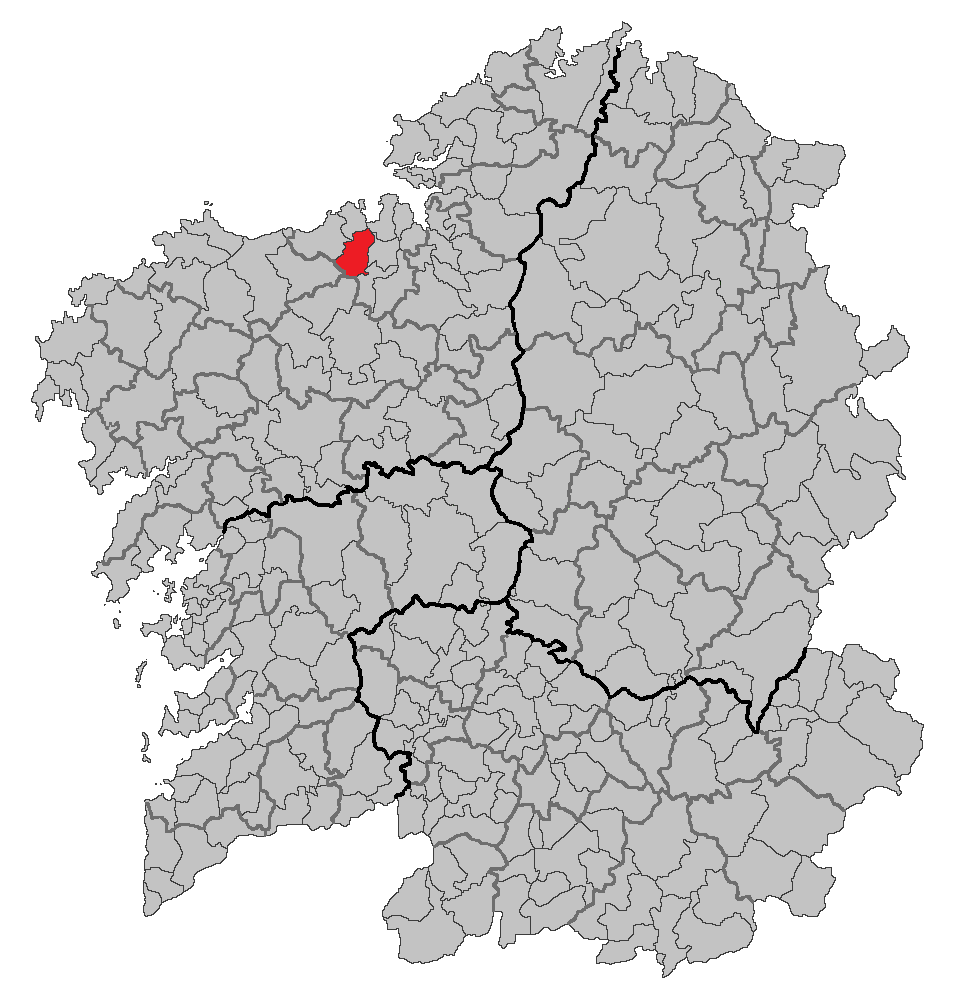
Розташування муніципалітету